# Liste des gouverneurs de Caroline du Nord
Le gouverneur de la Caroline du Nord (en anglais : Governor of North Carolina) est le chef de la branche exécutive du gouvernement de l'État américain de la Caroline du Nord.

## Histoire
Pour la liste des gouverneurs de Caroline du Nord entre 1712 et 1776, alors que le territoire était une province britannique, voir Liste des gouverneurs de Caroline du Nord (1712-1776) (en)
William Woods Holden en 1871 est le premier gouverneur du pays à être destitué par un impeachment. Sa politique consistant à combattre le Ku Klux Klan suscite l'opposition des démocrates alors ségrégationnistes du Solid South, ils déclenchent la procédure dès qu'ils disposent la majorité nécessaire à la législature. Il est gracié à titre posthume en 2011.
En 2009, Beverly Perdue devient la première femme à occuper le poste de gouverneur de Caroline du Nord.

## Système électoral
Le gouverneur de Caroline du Nord est élu pour un mandat de quatre ans au scrutin uninominal majoritaire à un tour.

## Pouvoirs
Le professeur de science politique de la Western Carolina University (en) Christopher Cooper déclare que le gouverneur de la Caroline du Nord est le plus faible des États fédérés. Dès 1776, lors de l'élaboration de la Constitution, il est noté que la fonction est assez limitée, l'Assemblée générale concentre les principales dispositions. Le gouverneur n'a qu'un veto depuis 1996 et est soumis à certains circonstances. Il ne peut pourvoir que 300 personnes dans l'exécutif et doit avoir l'accord de l'Assemblée. Le budget qu'il élabore à l'Assemblée est consultatif,. Il a un pouvoir de grâce. Il ne peut gouverner que durant deux mandats.

## Liste
| Nom                      | Début de mandat  | Fin de mandat    | Parti | Parti                 |
| ------------------------ | ---------------- | ---------------- | ----- | --------------------- |
| Richard Caswell          | 1776             | 1780             |       | Sans affiliation      |
| Abner Nash               | 1780             | 1781             |       | Sans affiliation      |
| Thomas Burke             | 1781             | 1782             |       | Sans affiliation      |
| Alexander Martin         | 1782             | 1784             |       | Anti-fédéraliste      |
| Richard Caswell          | 1784             | 1787             |       | Sans affiliation      |
| Samuel Johnston          | 1787             | 1789             |       | Fédéraliste           |
| Alexander Martin         | 1789             | 1792             |       | Anti-fédéraliste      |
| Richard Dobbs Spaight    | 1792             | 1795             |       | Fédéraliste           |
| Samuel Ashe              | 1795             | 1798             |       | Anti-fédéraliste      |
| William Richardson Davie | 1798             | 1799             |       | Fédéraliste           |
| Benjamin Williams        | 1799             | 1802             |       | Fédéraliste           |
| James Turner             | 1802             | 1805             |       | Républicain-démocrate |
| Nathaniel Alexander      | 1805             | 1807             |       | Républicain-démocrate |
| Benjamin Williams        | 1807             | 1808             |       | Fédéraliste           |
| David Stone              | 1808             | 1810             |       | Républicain-démocrate |
| Benjamin Smith           | 1810             | 1811             |       | Républicain-démocrate |
| William Hawkins (en)     | 1811             | 1814             |       | Républicain-démocrate |
| William Miller           | 1814             | 1817             |       | Républicain-démocrate |
| John Branch              | 1817             | 1820             |       | Républicain-démocrate |
| Jesse Franklin           | 1820             | 1821             |       | Républicain-démocrate |
| Gabriel Holmes           | 1821             | 1824             |       | Républicain-démocrate |
| Hutchins Gordon Burton   | 1824             | 1827             |       | Sans affiliation      |
| James Iredell, Jr.       | 1827             | 1828             |       | Républicain-démocrate |
| John Owen                | 1828             | 1830             |       | Démocrate             |
| Montfort Stokes          | 1830             | 1832             |       | Démocrate             |
| David Lowry Swain        | 1832             | 1835             |       | National-républicain  |
| Richard Dobbs Spaight Jr | 1835             | 1836             |       | Démocrate             |
| Edward Bishop Dudley     | 1836             | 1841             |       | Whig                  |
| John Motley Morehead     | 1841             | 1845             |       | Whig                  |
| William Alexander Graham | 1845             | 1849             |       | Whig                  |
| Charles Manly            | 1849             | 1851             |       | Whig                  |
| David Settle Reid        | 1851             | 1854             |       | Démocrate             |
| Warren Winslow           | 1854             | 1855             |       | Démocrate             |
| Thomas Bragg             | 1855             | 1859             |       | Démocrate             |
| John Willis Ellis        | 1859             | 1861             |       | Démocrate             |
| Henry Toole Clark        | 1861             | 1862             |       | Démocrate             |
| Zebulon Baird Vance      | 1862             | 1865             |       | Parti conservateur    |
| William Woods Holden     | 1865             | 1865             |       | Union nationale       |
| Jonathan Worth           | 1865             | 1868             |       | Parti conservateur    |
| William Woods Holden     | 1868             | 1871             |       | Républicain           |
| Tod Robinson Caldwell    | 1871             | 1874             |       | Républicain           |
| Curtis Hooks Brogden     | 1874             | 1877             |       | Républicain           |
| Zebulon Baird Vance      | 1877             | 1879             |       | Démocrate             |
| Thomas Jordan Jarvis     | 1879             | 1885             |       | Démocrate             |
| Alfred Moore Scales      | 1885             | 1889             |       | Démocrate             |
| Daniel Gould Fowle       | 1889             | 1891             |       | Démocrate             |
| Thomas Michael Holt      | 1891             | 1893             |       | Démocrate             |
| Elias Carr               | 1893             | 1897             |       | Démocrate             |
| Daniel Lindsay Russell   | 1897             | 1901             |       | Républicain           |
| Charles Brantley Aycock  | 1901             | 1905             |       | Démocrate             |
| Robert Broadnax Glenn    | 1905             | 1909             |       | Démocrate             |
| William Walton Kitchin   | 1909             | 1913             |       | Démocrate             |
| Locke Craig              | 1913             | 1917             |       | Démocrate             |
| Thomas Walter Bickett    | 1917             | 1921             |       | Démocrate             |
| Cameron Morrison         | 1921             | 1925             |       | Démocrate             |
| Angus Wilton McLean      | 1925             | 1929             |       | Démocrate             |
| Oliver Max Gardner       | 1929             | 1933             |       | Démocrate             |
| John C.B. Ehringhaus     | 1933             | 1937             |       | Démocrate             |
| Clyde R. Hoey            | 1937             | 1941             |       | Démocrate             |
| J. Melville Broughton    | 1941             | 1945             |       | Démocrate             |
| R. Gregg Cherry          | 1945             | 1949             |       | Démocrate             |
| W. Kerr Scott            | 1949             | 1953             |       | Démocrate             |
| William B. Umstead       | 1953             | 1954             |       | Démocrate             |
| Luther H. Hodges         | 1954             | 1961             |       | Démocrate             |
| Terry Sanford            | 1961             | 1965             |       | Démocrate             |
| Dan K. Moore             | 1965             | 1969             |       | Démocrate             |
| Robert W. Scott          | 1969             | 1973             |       | Démocrate             |
| James E. Holshouser Jr   | 1973             | 1977             |       | Républicain           |
| James B. Hunt Jr         | 1977             | 1985             |       | Démocrate             |
| James G. Martin          | 1985             | 1993             |       | Républicain           |
| James B. Hunt Jr         | 1993             | 2001             |       | Démocrate             |
| Michael Easley           | 2001             | 2009             |       | Démocrate             |
| Beverly Perdue           | 10 janvier 2009  | 5 janvier 2013   |       | Démocrate             |
| Pat McCrory              | 5 janvier 2013   | 31 décembre 2016 |       | Républicain           |
| Roy Cooper               | 1er janvier 2017 |                  |       | Démocrate             |
| Josh Stein               |                  |                  |       |                       |